# Zandvoorde (Zonnebeke)
Pour les articles homonymes, voir Zandvoorde.
Zandvoorde est une section de la commune belge de Zonnebeke située en Région flamande dans la province de Flandre-Occidentale. C'était une commune à part entière avant la fusion des communes de 1971 quand elle fut intégrée dans la commune de Geluveld avant de devenir une section de Zonnebeke en 1977.

## Démographie

### Évolution démographique

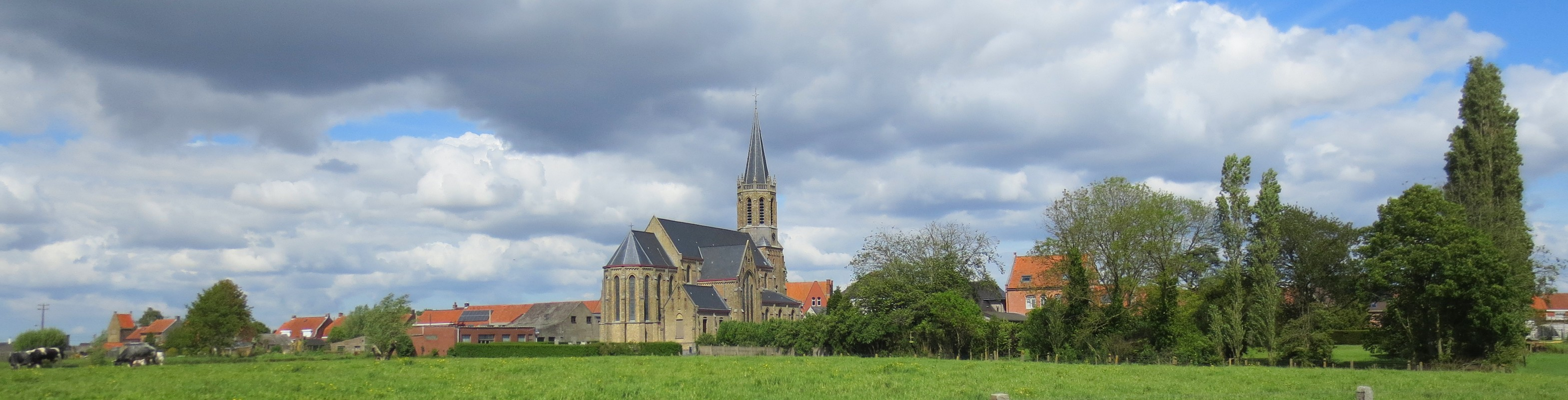
Zandvoorde

- Sources : INS, Rem. : 1831 jusqu'en 1970 = recensements, 1976 = nombre d'habitants au 31 décembre[2].

## Personnalités liées
Romain Jérôme Brel (1883-1964), père Jacques Brel y est né.